# Werner Schenk
Werner Schenk (* 23. Oktober 1934 in Güntersberg/heute Polen) ist ein ehemaliger deutscher Turner und Turntrainer.

## Leben
Schenk wurde in Güntersberg im heutigen Polen geboren. Nach der Flucht seiner Familie nach dem Zweiten Weltkrieg wuchs er in Borna auf. Zunächst machte er eine Ausbildung zum Betriebsschlosser und war beruflich im Hochbau tätig. Er trat der Kasernierte Volkspolizei bei, weil diese gute Bedingungen für das Turntraining bot. Nach seiner aktiven Turnerlaufbahn, die er Ende der 1950er Jahre wegen einer Verletzung an der Schulter beenden musste, absolvierte er ein Trainerstudium an der Deutschen Hochschule für Körperkultur (DHfK) in Leipzig.
Schenk arbeitete langjährig als Trainer des ASK Vorwärts Potsdam und auch als Trainer für die Turnnationalmannschaft der DDR. Im Jahr 1990 ging er in den Ruhestand.
Zu seinen Schützlingen gehörte u. a. Jörg Behrend.